# Chlorocharis
Chlorocharis is een monotypisch geslacht van de familie brilvogels:
- Chlorocharis emiliae (Zwartringbrilvogel)

Apalopteron · Chlorocharis · Cleptornis · Heleia · Lophozosterops · Madanga · Megazosterops · Oculocincta · Rukia · Tephrozosterops · Woodfordia · Zosterops · Zosterornis